# Lost Bayou Ramblers
De Lost Bayou Ramblers' zijn een cajunband uit Pilette, een wijk van Lafayette in Louisiana, die vrijwel alleen in cajun-Frans zingt.

## Carrière
De Lost Bayou Ramblers hebben hun oorsprong diep in Zuid-Louisiana en speelden oude stijl, voornamelijk akoestische cajun-muziek in clubs en festivals in de VS, Europa en Canada. Ze werden in 1999 opgericht door Louis Michot (viool en zang) en zijn broer Andre Michot (cajun-accordeon en lapsteel gitaar), die beiden de vaste kern van de groep vormen. De groep is uitgegroeid tot soms een kwintet, soms een sextet met producer Korey Richey (elektrische bas), Jonny Campos (elektrische gitaar), Eric Heigle (drums), Pauly Deathwish (slagwerk, zang) en Cavan Carruth (gitaar, zang). Met 15 jaar touren, opnemen en samenwerken heeft de band voortdurend nieuwe sonische elementen in hun liveoptredens geïntegreerd, waarbij ze altijd experimenteerden en de show lieten groeien tot wat het later is geworden: een eclectische mix van moderne geluiden en ritmes met eeuwenoude cajun-melodieën en teksten.
The Lost Bayou Ramblers hebben door een groot deel van de Verenigde Staten en Canada getourd, waaronder optredens in (Celebrate Brooklyn) in Brooklyn, New York, het Vancouver Folk Music Festival, het New Orleans Jazz & Heritage Festival en in de historische Preservation Hall (New Orleans). The Ramblers hadden hun eerste internationale optreden in Lyon in  Frankrijk in november 2004, en toerde sindsdien door Frankrijk, België, Nederland, Duitsland en Zweden. Hun debuutalbum Pilette Breakdown (Swallow Records) kreeg lovende kritieken in Noord-Amerika en Europa. In 2008 werden de Ramblers genomineerd voor een Grammy Award in de categorie Beste Zydeco- of Cajun-muziek (een nieuwe categorie voor dat jaar) voor hun album Live: A La Blue Moon.
De Lost Bayou Ramblers speelden ook een reeks shows met Violent Femmes-zanger en violist Gordon Gano en werkte met hem samen aan "Bastille", een nummer geschreven door Louis Michot dat 221 jaar terugkijkt, van de Gulf Oil Spill in Louisiana (Een olieramp in de Golf van Mexico 2010) tot de Bestorming van de Bastille in 1789. Lost Bayou Ramblers en Gordon Gano hadden elkaar eerder ontmoet tijdens optreden.
Gordon Gano was ook te zien op het album Mammoth Waltz uit 2012, samen met andere gastartiesten als Scarlett Johansson en Dr. John. Mammoth Waltz betekende een muzikale doorbraak voor zowel de Ramblers als het genre als geheel, waarin gebruik werd gemaakt van invloeden uit de moderne soundscape. Hoewel Mammoth Waltz 100% cajun-Frans is, fungeerde het als een uitnodiging voor alle muziekliefhebbers om af te stemmen op de hypnotiserende cajun-ritmes waar Lost Bayou Ramblers sinds hun oprichting in 1999 om bekend staan.
In 2014 speelden de Lost Bayou Ramblers op twee data van hun Reflektor-tour als openingsact voor Arcade Fire. De uitnodiging kwam nadat de band uit Montreal Lost Bayou Ramblers zag optreden voor 30.000 fans op het Montreal Jazz Festival in 2013. Montreal is de hoofdstad van Franstalig Canada, waar de teksten van de Ramblers beter begrepen werden dan zij op tournee gewend waren. De release van het tweede livealbum van de Ramblers kwam ook in 2014. Gasa Gasa Live werd opgenomen in de club aan Freret Street in New Orleans en in september uitgebracht, gevolgd door een tour naar New York en naar Chicago.

## Filmisch muziekwerk
In 2012 werkten de Ramblers mee aan de film Beasts of the Southern Wild, waarin de band het basisthema "Bathtub" en andere delen van de partituur opnam. De film won de Caméra d'Or op het filmfestival van Cannes en de Grote Juryprijs op het Sundance Film Festival. Lost Bayou Ramblers heeft de partituur uitgevoerd tijdens live-vertoningen van de film met het Wordless Music Orchestra.
De band bleef nieuwe wegen verkennen in 2017 toen zanger / violist Louis Michot een geheel originele partituur componeerde, uitgevoerd door Lost Bayou Ramblers voor de onafhankelijke PBS-documentaire Rodents of Unusual Size. De ongebruikelijke milieufilm neemt een kijkje in een groot gebied ten zuiden van New Orleans dat de orkaan Katrina heeft overleefd en nu wordt geconfronteerd met zijn nieuwste bedreiging: hordes monsterlijke knaagdieren van 20 pond, bekend als de nutria. Alle muziek in de film in er speciaal voor gecomponeerd, 21 nieuwe originelen van Michot, voornamelijk instrumentale nummers, terwijl een "cajun bounce"-nummer werd geschreven door Bryan Webre. Alle selecties werden uitgevoerd door de Lost Bayou Ramblers.
De band verscheen in de documentairefilm The American Epic Sessions (2017), geregisseerd door Bernard MacMahon. Ze namen het nummer "Allons à Lafayette" uit 1928 van Joe Falcon en zijn aanstaande echtgenote en gitariste Cleoma Breaux op (het eerste op plaat vastgelegde  cajunnummer) op het gerestaureerde eerste elektrische geluidsopnamesysteem uit de jaren twintig - dezelfde machine die oorspronkelijk het optreden van Falcon en Breaux zou hebben opgenomen. De Ramblers namen ook een eigen compositie op voor de film Tous les Matins, waarvan de soundtrack Music from The American Epic Sessions: Original Motion Picture Soundtrack in juni werd uitgebracht. Louis Michot verscheen ook in de Amerikaanse Epic-documentairereeks, waarin hij het verhaal van de familie Breaux vertelde en "Jole Blon" uitvoerde met de kleinkinderen van Amédée Breaux, waarbij hij dezelfde instrumenten gebruikte waarmee de drie Breaux Brothers het in 1929 opnamen.

## Muziekstijl
De band speelt typisch traditionele cajun-muziek, maar put stilistisch uit westerse swing, rockabilly en punkrock. Ze zijn een traditionele Cajun-band gebleven, die vergeten klassiekers van het genre nieuw leven inblaast, bijna volledig in cajun-Frans zingt en soepele, gematigde tempo's handhaaft die geschikt zijn voor de two-step (cajun jitterbug) en wals. Hun energieke liveshows omvatten capriolen die vaker voorkomen bij rock- of punkbands, zoals violist Michot die bovenop de contrabas van LaFleur klimt terwijl beide muzikanten blijven spelen.